# Liste des représentants des États-Unis pour le Montana
Depuis le recensement de 2020, le Montana dispose de 2 élus à la Chambre des représentants des États-Unis, ce nombre est effectif aux élections de 2022.

## Liste des délégués du territoire du Montana
Le 26 mai 1864 est créé le territoire du Montana, dans les limites de l'actuel État du Montana. Le territoire élit tous les deux ans un délégué à la Chambre des représentants, qui peut participer aux débats sans droit de vote.
| Délégué                 | Parti       | Mandat                                                  | Congrès                 |
| ----------------------- | ----------- | ------------------------------------------------------- | ----------------------- |
| Samuel McLean (en)      | Démocrate   | 4 mars 1863 – 3 mars 1867 (3 ans, 11 mois et 27 jours)  | 38e 39e                 |
| James M. Cavanaugh      | Démocrate   | 4 mars 1867 – 3 mars 1871 (3 ans, 11 mois et 27 jours)  | 40e 41e                 |
| William H. Clagett (en) | Républicain | 4 mars 1871 – 3 mars 1873 (1 an, 11 mois et 27 jours)   | 42e                     |
| Martin Maginnis (en)    | Démocrate   | 4 mars 1873 – 3 mars 1885 (11 ans, 11 mois et 27 jours) | 43e 44e 45e 46e 47e 48e |
| Joseph Toole            | Démocrate   | 4 mars 1885 – 3 mars 1889 (3 ans, 11 mois et 27 jours)  | 49e 50e                 |
| Thomas H. Carter (en)   | Républicain | 4 mars 1889 – 7 novembre 1889 (8 mois et 3 jours)       | 51e                     |

## De 1889 à 1913: un représentant
Le 8 novembre 1889, le Montana devient un État à part entière des États-Unis. Il élit dès lors un membre de la Chambre des représentants, avec droit de vote.
| Représentant            | Parti       | Mandat                                                    | Congrès     |
| ----------------------- | ----------- | --------------------------------------------------------- | ----------- |
| Thomas H. Carter (en)   | Républicain | 8 novembre 1889 – 3 mars 1891 (1 an, 11 mois et 27 jours) | 51e         |
| William W. Dixon (en)   | Démocrate   | 4 mars 1891 – 3 mars 1893 (1 an, 11 mois et 27 jours)     | 52e         |
| Charles S. Hartman (en) | Républicain | 4 mars 1893 – 3 mars 1899 (5 ans, 11 mois et 27 jours)    | 53e 54e 55e |
| Albert J. Campbell (en) | Démocrate   | 4 mars 1899 – 3 mars 1901 (1 an, 11 mois et 27 jours)     | 56e         |
| Caldwell Edwards (en)   | Populiste   | 4 mars 1901 – 3 mars 1903 (1 an, 11 mois et 27 jours)     | 57e         |
| Joseph M. Dixon (en)    | Républicain | 4 mars 1903 – 3 mars 1907 (3 ans, 11 mois et 27 jours)    | 58e 59e     |
| Charles N. Pray (en)    | Républicain | 4 mars 1909 – 3 mars 1913 (3 ans, 11 mois et 27 jours)    | 60e 61e 62e |

## De 1913 à 1993: deux représentants
Après le recensement des États-Unis de 1910, le Montana gagne un deuxième siège à la Chambre des représentants. Ces représentants sont d'abord élus dans le district at-large du Montana puis dans deux districts distincts à partir de 1919.
| 1er siège                    | 1er siège    | Congrès                | 2e siège               | 2e siège        |
| ---------------------------- | ------------ | ---------------------- | ---------------------- | --------------- |
| John M. Evans (en)           | Démocrate    | 63e (1913–1915)        | Tom Stout (en)         | Démocrate       |
| John M. Evans (en)           | Démocrate    | 64e (1915–1917)        | Tom Stout (en)         | Démocrate       |
| John M. Evans (en)           | Démocrate    | 65e (1917–1919)        | Jeannette Rankin       | Républicain     |
| 1er district                 | 1er district | Congrès                | 2e district            | 2e district     |
| John M. Evans (en)           | Démocrate    | 66e (1919–1921)        | Carl W. Riddick (en)   | Républicain     |
| Washington J. McCormick (en) | Républicain  | 67e (1921–1923)        | Carl W. Riddick (en)   | Républicain     |
| John M. Evans (en)           | Démocrate    | 68e (1923–1925)        | Scott Leavitt (en)     | Républicain     |
| John M. Evans (en)           | Démocrate    | 69e (1925–1927)        | Scott Leavitt (en)     | Républicain     |
| John M. Evans (en)           | Démocrate    | 70e (1927–1929)        | Scott Leavitt (en)     | Républicain     |
| John M. Evans (en)           | Démocrate    | 71e (1929–1931)        | Scott Leavitt (en)     | Républicain     |
| John M. Evans (en)           | Démocrate    | 72e (1931–1933)        | Scott Leavitt (en)     | Républicain     |
| Joseph P. Monaghan (en)      | Démocrate    | 73e (1933–1935)        | Roy E. Ayers           | Démocrate       |
| Joseph P. Monaghan (en)      | Démocrate    | 74e (1935–1937)        | Roy E. Ayers           | Démocrate       |
| Jerry J. O'Connell (en)      | Démocrate    | 75e (1937–1939)        | James F. O'Connor (en) | Démocrate       |
| Jacob Thorkelson (en)        | Républicain  | 76e (1939–1941)        | James F. O'Connor (en) | Démocrate       |
| Jeannette Rankin             | Républicain  | 77e (1941–1943)        | James F. O'Connor (en) | Démocrate       |
| Mike Mansfield               | Démocrate    | 78e (1943–1945)        | James F. O'Connor (en) | Démocrate       |
| Mike Mansfield               | Démocrate    | 79e (1945–1947)        | James F. O'Connor (en) | Démocrate       |
| Mike Mansfield               | Démocrate    | Wesley A. D'Ewart (en) | Républicain            |                 |
| Mike Mansfield               | Démocrate    | Wesley A. D'Ewart (en) | Républicain            | 80e (1947–1949) |
| Mike Mansfield               | Démocrate    | Wesley A. D'Ewart (en) | Républicain            | 81e (1949–1951) |
| Mike Mansfield               | Démocrate    | Wesley A. D'Ewart (en) | Républicain            | 82e (1951–1953) |
| Lee Metcalf (en)             | Démocrate    | Wesley A. D'Ewart (en) | Républicain            | 83e (1953–1955) |
| Lee Metcalf (en)             | Démocrate    | 84e (1955–1957)        | Orvin B. Fjare (en)    | Républicain     |
| Lee Metcalf (en)             | Démocrate    | 85e (1957–1959)        | LeRoy H. Anderson (en) | Démocrate       |
| Lee Metcalf (en)             | Démocrate    | 86e (1959–1961)        | LeRoy H. Anderson (en) | Démocrate       |
| Arnold Olsen (en)            | Démocrate    | 87e (1961–1963)        | James F. Battin (en)   | Républicain     |
| Arnold Olsen (en)            | Démocrate    | 88e (1963–1965)        | James F. Battin (en)   | Républicain     |
| Arnold Olsen (en)            | Démocrate    | 89e (1965–1967)        | James F. Battin (en)   | Républicain     |
| Arnold Olsen (en)            | Démocrate    | 90e (1967–1969)        | James F. Battin (en)   | Républicain     |
| Arnold Olsen (en)            | Démocrate    | 91e (1969–1971)        | James F. Battin (en)   | Républicain     |
| Arnold Olsen (en)            | Démocrate    | John Melcher (en)      | Démocrate              |                 |
| Richard G. Shoup (en)        | Républicain  | John Melcher (en)      | Démocrate              | 92e (1971–1973) |
| Richard G. Shoup (en)        | Républicain  | John Melcher (en)      | Démocrate              | 93e (1973–1975) |
| Max Baucus                   | Démocrate    | John Melcher (en)      | Démocrate              | 94e (1975–1977) |
| Max Baucus                   | Démocrate    | 95e (1977–1979)        | Ron Marlenee (en)      | Républicain     |
| John Patrick Williams (en)   | Démocrate    | 96e (1979–1981)        | Ron Marlenee (en)      | Républicain     |
| John Patrick Williams (en)   | Démocrate    | 97e (1981–1983)        | Ron Marlenee (en)      | Républicain     |
| John Patrick Williams (en)   | Démocrate    | 98e (1983–1985)        | Ron Marlenee (en)      | Républicain     |
| John Patrick Williams (en)   | Démocrate    | 99e (1985–1987)        | Ron Marlenee (en)      | Républicain     |
| John Patrick Williams (en)   | Démocrate    | 100e (1987–1989)       | Ron Marlenee (en)      | Républicain     |
| John Patrick Williams (en)   | Démocrate    | 101e (1989–1991)       | Ron Marlenee (en)      | Républicain     |
| John Patrick Williams (en)   | Démocrate    | 102e (1991–1993)       | Ron Marlenee (en)      | Républicain     |

## De 1993 à 2023: un représentant
Le Montana perd son deuxième siège de représentant à la suite du recensement de 1990.
| Représentant               | Parti       | Mandat                                                     | Congrès                       |
| -------------------------- | ----------- | ---------------------------------------------------------- | ----------------------------- |
| John Patrick Williams (en) | Démocrate   | 3 janvier 1993 – 3 janvier 1997 (4 ans)                    | 103e 104e                     |
| Rick Hill                  | Républicain | 3 janvier 1997 – 3 janvier 2001 (4 ans)                    | 105e 106e                     |
| Denny Rehberg              | Républicain | 3 janvier 2001 – 3 janvier 2013 (12 ans)                   | 107e 108e 109e 110e 111e 112e |
| Steve Daines               | Républicain | 3 janvier 2013 – 3 janvier 2015 (2 ans)                    | 113e                          |
| Ryan Zinke                 | Républicain | 3 janvier 2015 – 1er mars 2017 (2 ans, 1 mois et 26 jours) | 114e 115e                     |
| Greg Gianforte             | Républicain | 25 mai 2017 - 1er janvier 2021 (3 ans, 7 mois et 7 jours)  | 115e 116e                     |
| Matt Rosendale             | Républicain | Depuis le 1er janvier 2021 (4 ans, 2 mois et 22 jours)     | 117e                          |

## Depuis 2023: deux représentants
Après le recensement des États-Unis de 2020, le Montana gagne un deuxième siège à la Chambre des représentants.
| 1er district | 1er district | Congrès          | 2e district    | 2e district |
| ------------ | ------------ | ---------------- | -------------- | ----------- |
| Ryan Zinke   | Républicain  | 118e (2023–2025) | Matt Rosendale | Républicain |
| Ryan Zinke   | Républicain  | 119e (2025–2027) | Troy Downing   | Républicain |